# La Plaza (ort)
La Plaza är en ort i Spanien.   Den ligger i provinsen Province of Asturias och regionen Asturien, i den norra delen av landet, 400 km nordväst om huvudstaden Madrid. La Plaza ligger 506 meter över havet och antalet invånare är 2 029.
Terrängen runt La Plaza är kuperad åt nordväst, men åt sydost är den bergig. La Plaza ligger nere i en dal. Runt La Plaza är det glesbefolkat, med 11 invånare per kvadratkilometer. La Plaza är det största samhället i trakten. I omgivningarna runt La Plaza växer i huvudsak blandskog.